# Imitaria
Imitaria es un género con una especies de plantas suculentas perteneciente a la familia Aizoaceae. 
Es un sinónimo de Gibbaeum nebrownii Tischer 

## Especies seleccionadas
- Imitaria muirii